# George, hertug af Kent
Prins George, Hertug af Kent (George Edward Alexander Edmund; 20. december 1902 – 25. august 1942) var en britisk prins og medlem af den britiske kongefamilie.
Prins George var den fjerde søn af Georg 5. af Storbritannien og Dronning Mary, og dermed onkel til Elizabeth II. Han havde titel af hertug af Kent fra 1934 og frem til sin død i 1942. I 1934 blev han gift med Prinsesse Marina af Grækenland og Danmark. Han var far til Prins Edward, hertug af Kent.

## Biografi

### Tidlige liv
Prins George blev født den 20. december 1902 på York Cottage ved Sandringham House i Norfolk, England. Han var det femtee barn af hertugen og hertuginden af York, de senere kong Georg 5. og dronning Mary af Storbritannien.
I 1934 fik han af sin far tildelt titlerne hertug af Kent, jarl af St Andrews og baron Downpatrick.

### Ægteskab
Prins George giftede sig den 29. november 1934 i Westminster Abbey i London med prinsesse Marina af Grækenland og Danmark, yngste datter af prins Nikolaos af Grækenland og Danmark og storfyrstinde Helena Vladimirovna af Rusland. Der blev født tre børn i ægteskabet: prins Edward, prinsesse Alexandra og prins Michael.

### Senere liv
Prins George døde 39 år gammel i en flyulykke ved Eagle's Rock nær Dunbeath i Caithness i Skotland den 25. august 1942.